# 黄嵩和
黄嵩和，四川自贡人。广西防城港日报社记者，中国摄影家协会会员、佳能公司特约摄影讲师。摄影曾获2006年美国《国家地理》全球摄影大赛（中国区）一等奖；2004年、2009年“广西新闻奖”一等奖；“第8、13、14届佳能杯“亚洲风采”摄影比赛获奖；22届全国摄影艺术展优秀作品；09全国专业报新闻摄影年赛金奖等。有作品发表于《中国摄影》《大众摄影》《摄影世界》《人民日报》《中国青年报》《人与自然》《华夏地理》《中国国家地理》《时尚旅游》等报刊杂志。